# Болганська сільська рада
| Болганська сільська рада — сільська рада у складі Піщанського району Вінницької області. Сільській раді підпорядковані населені пункти: - с. Болган |

## Склад ради
Рада складається з 16 депутатів та голови.

## Керівний склад сільської ради
| ПІБ                     | Основні відомості                                                                       | Дата обрання | Дата звільнення |
| ----------------------- | --------------------------------------------------------------------------------------- | ------------ | --------------- |
| Бабин Тимофій Тихонович | Сільський голова, 1947 року народження, освіта, член Комуністичної партії України       | 26.03.2006   | 31.10.2010      |
| Брайлян Віта Дмитрівна  | Сільський голова, 1970 року народження, освіта середня спеціальна, член Партії регіонів | 31.10.2010   |                 |

Примітка: таблиця складена за даними джерела